# Liste des cuirassés japonais
Ceci est la liste des cuirassés de la marine impériale japonaise de 1860 à 1945.

## Premiers cuirassés
- Fusō (1877) - BU 1910
- Classe Kongō : corvettes
  - Hiei (1877)
  - Kongō (1877)
- Chen Yuan (1882) (ex-Chinois Zenyuan capturé en 1895) - BU 1914

## Pré-Dreadnoughts
- Classe Fuji :
  - Fuji (1896) - 1922
  - Yashima (1896) - 1904
- Classe Shikishima :
  - Shikishima (1898) - 1922
  - Hatsuse (1899) - 1904

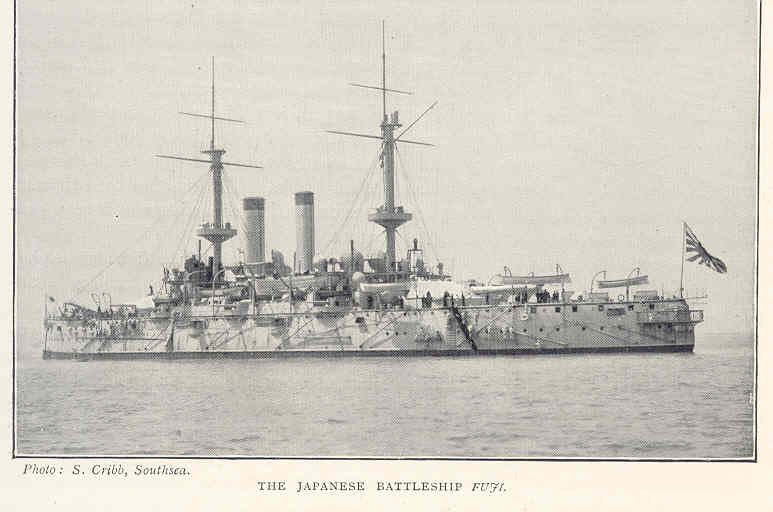
Cuirassé Fuji

- Asahi (1899) - 1942 (converti en navire auxiliaire à partir de 1921)
- Mikasa (1900) - 1923 (visible à Yokosuka)
  - Prise de guerre lors de la guerre russo-japonaise :
- Sagami [1905-1916] - ex-russe Perevest (1898)-1905 et 1916-1917
- Suwo [1905- ? ] - ex-russe Pobeda (1900) - 1905
- Hizen [1905-1904] - ex-russe Retvizan (1902) - 1904
- Tango [1905-1916] - ex-russe Poltava (1894) - 1905 et 1916 à 1924
- Iki [1905-1922] - ex-russe Imperator Nikolai I (1889) - 1905
- Iwami [1905-1923] - ex-russe Orel (1902) - 1905
- Mishima [1905-1935] - ex-russe Amiral Seniavine (1894-1905)
- Okinoshima [1905-1939] - ex-russe Amiral général Apraxine (1896) - 1905

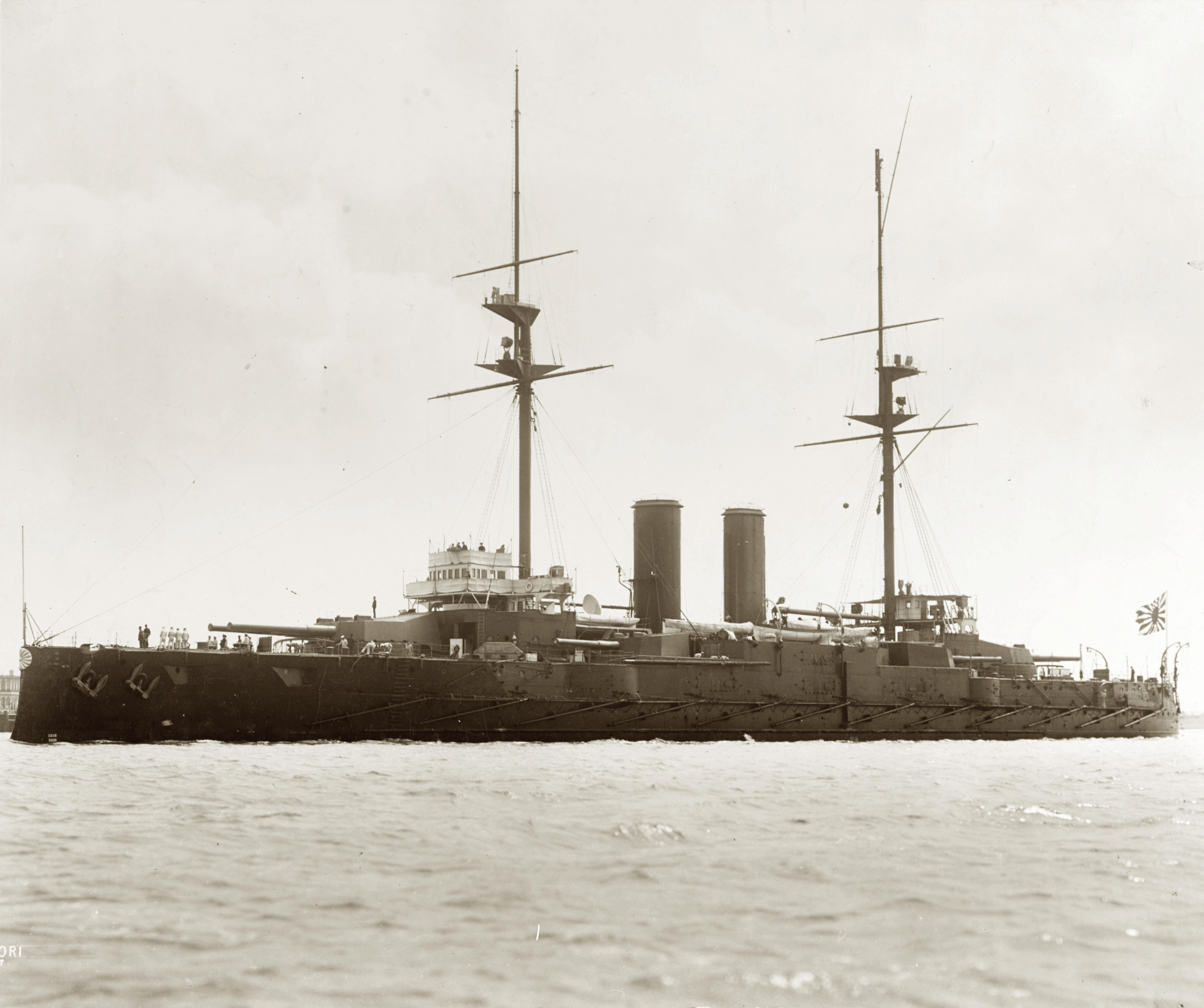
Cuirassé Katori

- Classe Kashima :
  - Kashima (1905) - 1924
  - Katori (1905) - 1924
- Classe Satsuma :
  - Satsuma (1906) - 1924
  - Aki (1907) - 1924

## Dreadnoughts
- Classe Kawachi :
  - Kawachi (1910) - 1918
  - Settsu (1911) - 1947
- Classe Kongō (croiseurs de bataille, redésignés comme "cuirassé rapides"):
  - Kongō (1912) - 1944
  - Hiei (1912) - 1942
  - Kirishima (1913) - 1942
  - Haruna (1913) - 1944

- Classe Fusō :
  - Fusō (1914) - 1944
  - Yamashiro (1915) - 1944
- Classe Ise :
  - Ise (1916) - 1945
  - Hyūga (1917) - 1945
- Classe Nagato : 
  - Nagato (1919) - 1946
  - Mutsu (1920) - 1943
- Cuirassés pris durant la Première Guerre mondiale :
  - ex-turc Torgud Reis (ex-allemand  SMS Weissenburg) (1891) - 1938
  - ex-allemand SMS Nassau (1908) - 1921
  - ex-allemand Oldenburg (1910) - 1921
- Classe Tosa :
  - Tosa (1921) non terminé - 1925
  - Kaga (1921) converti en porte-avions - 1942
- Classe Amagi : 
  - Amagi (1921) annulé - 1923
  - Akagi (1925) converti en porte-avions - 1942
  - Takao
  - Atago
- Classe Kii : (suspendu) 
  - Kii
  - Owari
  - Suruga
  - Omi
- Classe N° 13 : (projet) 
  - cuirassés no 13 à no 16
- Classe Yamato  : 
  - Yamato (1940) - 1945
  - Musashi (1940) - 1944
  - Shinano (1944) converti en porte-avions - 1944
- Projet A-150 :